# 女巫骨螺
女巫骨螺（学名：Murex troscheli）为骨螺科骨螺屬下的一个种。殼形為稍高而呈短的紡錘形，殼表上的有不太強的螺肋及縱肋，縱脹肋上長有長刺或短刺，螺塔上有結瘤，水管溝細長兩側長有長短刺，外唇的長棘較長，殼色呈灰褐色，棲息地：淺海至深海的泥砂底。